# Otto Haab
Otto Haab (ur. 19 kwietnia 1850 w Wülflingen, zm. 17 października 1931 w Zurychu) – szwajcarski lekarz okulista. 

## Życiorys
Urodził się w Wülflingen, dziś dzielnicy Winterthur, jako syn właściciela miejscowej papierni, Johanna Kaspara Haaba i Amalie z domu Hegetschweiler. W 1875 roku otrzymał tytuł doktora na Uniwersytecie w Zurychu, i został asystentem Karla Josepha Ebertha (1835-1926). W 1886 roku zastąpił Johanna Friedricha Hornera (1831-1886) na katedrze okulistyki Uniwersytetu w Zurychu i pozostał na tym stanowisku do 1919 roku.
W 1889 ożenił się z Friedą Agathą Sidler.
Zmarł 17 października 1931 w Zurychu. Wspomnienie o nim napisał J. Streiff.

## Dorobek naukowy
W 1885 roku jako pierwszy uznał zwyrodnienie plamki żółtej za odrębną jednostkę chorobową. Jego nazwisko upamiętnia szereg okulistycznych eponimów:
- nóż Haaba
- lusterko Haaba
- igła Haaba
- magnes Haaba
- zwyrodnienie Bibera-Haaba-Dimmera
- odruch Haaba
- linie Haaba

## Wybrane prace
W dorobku publikacyjnym O. Haaba znajdują się m.in.:
- Pathologische Anatomie des Auges. W: Zieglers Lehrbuch der pathologischen Anatomie.
- Hirnriden-Reflex der Pupille.
- Atlas und Grundriss der Ophthalmoskopie und ophthalmoskopischen Diagnostik. Monachium 1895. 5. Aufl. 1908.
- Atlas der äusseren Erkrankungen des Auges nebst Grundriss ihrer Pathologie und Therapie. Monachium 1899. 4. Aufl. 1910.
- Atlas und Grundriss der Lehre von den Augenoperationen. Muenchen 1904. 2. Auflage 1920.